# Fontana del Carciofo din Napoli

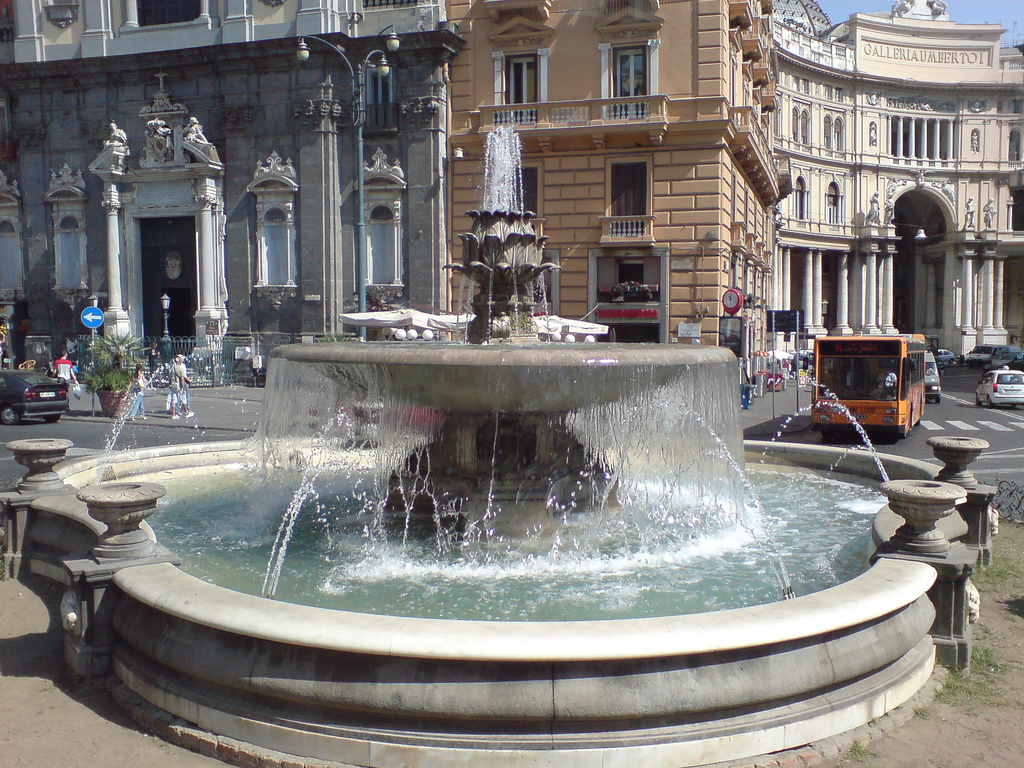
Fântâna văzută ziua

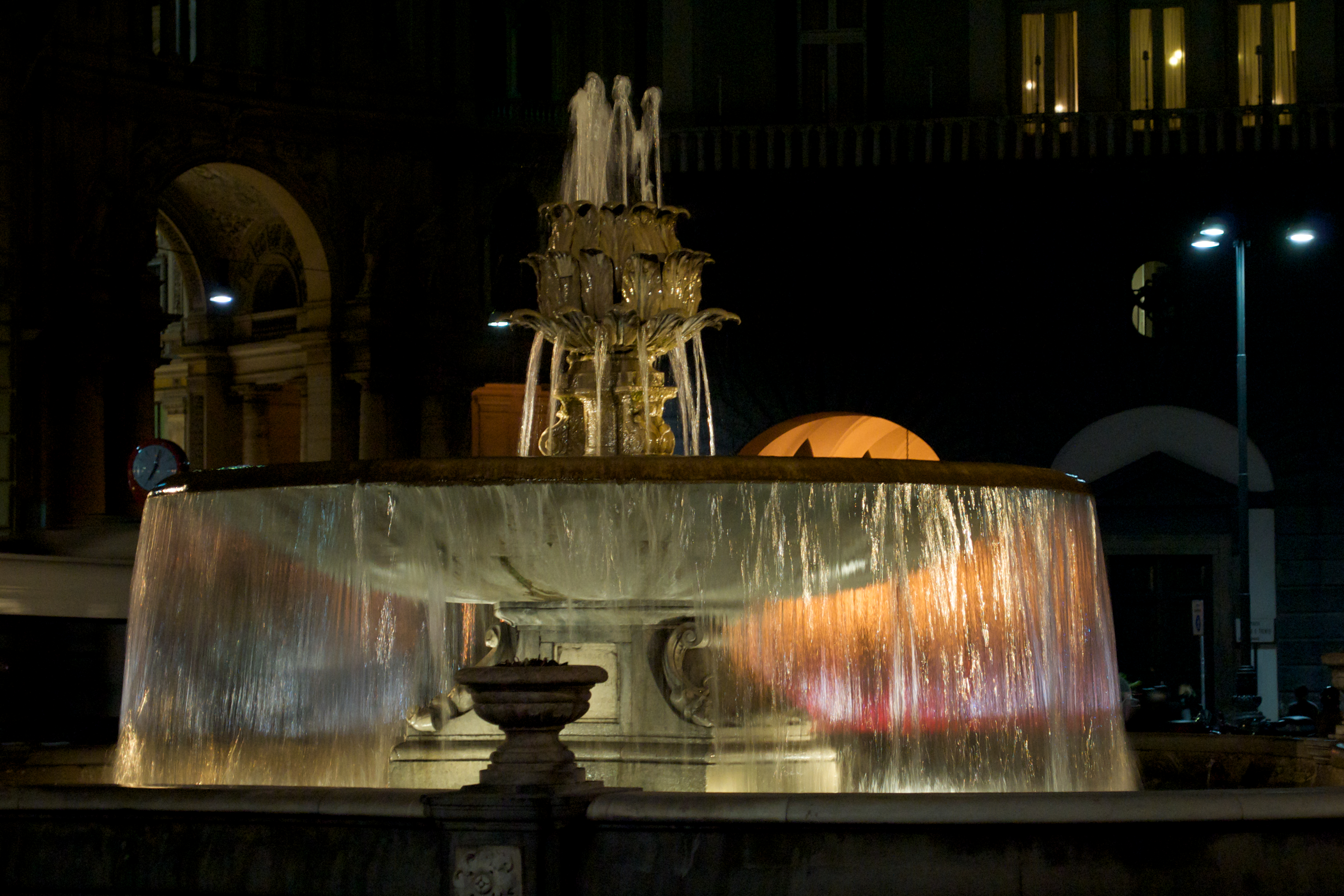
Fântâna văzută noaptea

Fontana del Carciofo este una dintre fântânile arteziene monumentale din Napoli, fiind amplasată în centrul Pieței Trieste e Trento. A fost realizată din inițiativa primarului Achille Lauro în anii '50 ai secolului al XX-lea. 
Potrivit primelor planuri ale orașului, în centrul pieței Trieste e Trento trebuia să fie amplasată fontana di Monteoliveto, provenind din piața omonimă, dar în anul 1955 Consiliul Superior de Arte Frumoase a respins această propunere. Răspunsul primarului Lauro a fost instalarea unei fântâni donată orașului de către el, care a fost inaugurată în seara zilei de 29 aprilie 1956. Lauro a încredințat proiectul de construcție a fântânii inginerilor Carlo Comite, Mario Massari și Fedele Federico.
Fontana del Carciofo este formată dintr-un bazin circular mare în care apa izvorăște din centrul unei corole florale de forma unei anghinare (în italiană "il Carciofo"), nume sub care a devenit de atunci cunoscută fântâna.